# Maserati 228
Der Maserati 228 (später 228i) ist ein vom italienischen Automobilhersteller Maserati von Anfang 1986 bis Frühjahr 1992 produzierter viersitziger Sportwagen, der zur Maserati-Biturbo-Familie gehört. Die Bezeichnung 228 stellte einen Bezug zur Zahl der Türen (zwei) und zum Hubraum des Motors (2,8 Liter) auf. Das Fahrzeug wurde am 14. Dezember 1984, dem 70. Jahrestag der Maserati-Gründung, der Öffentlichkeit vorgestellt, wobei die Serienfertigung allerdings erst Anfang 1986 begann. Das Fahrzeug war als Gran Turismo konzipiert und stand in der Tradition des einige Jahre vorher eingestellten Maserati Kyalami. Es war in erster Linie für den amerikanischen Markt entwickelt worden, wo der herkömmliche Biturbo zumeist als zu klein empfunden wurde.

## Modellgeschichte
Beim 228 handelte es sich um ein zweitüriges Coupé auf dem längeren Radstand der viertürigen Maserati Biturbo-Modelle (2600 mm). Die Formgebung des 228, die auf Pierangelo Andreani zurückging, orientierte sich am kleineren Biturbo, wirkte aber aufgrund der gewachsenen Länge gestreckter und eleganter. Die Frontpartie unterschied sich durch über den Stoßfängern stehende Blinker, die seitlich um den Kotflügel herum ragten. Die Gestaltung der Frontpartie orientierte sich bewusst an der in den USA sehr erfolgreichen BMW 6er Serie. Der verchromte Kühlergrill war ausgeprägter als bei den kleinen Biturbo-Modellen. Im Innenraum wurden hochwertige Stoffe, Leder und Hölzer verwendet. 
Angetrieben wurde der 228 anfänglich von einem 255 PS starken 2,8-Liter-V6 mit Weber-Doppelvergaser und zwei IHI-Turboladern, die hier erstmals flüssigkeitsgekühlt waren. Obwohl anfangs vier Ventile pro Zylinder und Doppelzündung geplant waren, kam in der Serie Motor mit Einfachzündung und drei Ventilen für jeden Zylinder zum Einsatz. Serienmäßig wurde ein Fünfgang-Schaltgetriebe geliefert, auf Wunsch gab es eine Dreigangautomatik. 1986 debütierte der 228i, bei dem die Gemischaufbereitung nun durch eine Einspritzanlage erfolgte. Die Leistung betrug 250 PS oder, in Katalysator-Version, 224 PS. 1988 wurde die Dreigangautomatik durch eine Viergangeinheit ersetzt. Maserati setzte den Motor des 228 ab 1988 auch in der Exportversion der kleineren Coupés ein, die als 222 E, 222 SE und 222 SR verkauft wurden.
Der Maserati 228i wurde 1990 in Deutschland zu einem Listenpreis von 106.520 DM verkauft. Er lag damit etwa auf dem Preisniveau des (seinerzeit neu vorgestellten) Mercedes-Benz SL 300.
In kommerzieller Hinsicht war der Maserati kein Erfolg. Bis zum Frühjahr 1992 entstanden lediglich 469 Fahrzeuge. Ein Großteil der Produktion wurde in die Vereinigten Staaten von Amerika exportiert. Der mangelnde Erfolg des Fahrzeugs wird zumeist auf ein unzureichendes Produktmanagement und auf die zu große stilistische Ähnlichkeit zu den kleinen Biturbo-Modellen zurückgeführt. Das Fahrzeug wird auch heute in der Markenliteratur zumeist nur oberflächlich behandelt; einige ansonsten vollständige Werke verzichten gänzlich auf eine Beschreibung des Modells.